# 紫金山大云院石窟
紫金山大云院石窟，位于山西省晋城市泽州县柳树口镇中村。
2021年8月4日，紫金山大云院石窟公布为第六批山西省文物保护单位，年代为后唐、元，编号6-368。